# Regional Preferente de Navarra 1982-83
La temporada 1982-83 de Regional Preferente de Navarra era el quinto nivel de las Ligas de fútbol de España para los clubes de Navarra y La Rioja, por debajo de la Tercera División de España.

## Sistema de competición
Los 20 equipos en un único grupo, que se enfrentan a doble vuelta, una vez en casa y otra en el campo del equipo rival, todos contra todos.
El primer clasificado asciende directamente a la Tercera División. El segundo clasificado juega una eliminatoria a ida y vuelta contra el segundo clasificado de la Regional Preferente de Aragón. El ganador de esta eliminatoria también consigue el ascenso.
Los cuatro últimos clasificados descienden a Primera Regional de Navarra.

## Clasificación[1]
| Pos. | Equipo                  | Pts. | PJ | G  | E  | P  | GF  | GC | Dif. |                                |
| ---- | ----------------------- | ---- | -- | -- | -- | -- | --- | -- | ---- | ------------------------------ |
| 1    | C. D. Izarra (C, A)     | 61   | 38 | 27 | 7  | 4  | 107 | 35 | +72  | Ascenso a Tercera              |
| 2    | U. D. C. Chantrea       | 59   | 38 | 25 | 9  | 4  | 112 | 34 | +78  | Promoción de ascenso a Tercera |
| 3    | C. Atlético Cirbonero   | 52   | 38 | 20 | 12 | 6  | 89  | 39 | +50  |                                |
| 4    | C. D. Baztán            | 45   | 38 | 19 | 7  | 12 | 68  | 47 | +21  |                                |
| 5    | C. Atlético River Ebro  | 41   | 38 | 16 | 9  | 13 | 64  | 57 | +7   |                                |
| 6    | C. D. Egüés             | 40   | 38 | 14 | 12 | 12 | 52  | 54 | −2   |                                |
| 7    | C. D. Beti Onak         | 38   | 38 | 14 | 10 | 14 | 58  | 63 | −5   |                                |
| 8    | C. D. Zarramonza        | 38   | 38 | 13 | 12 | 13 | 51  | 51 | 0    |                                |
| 9    | C. D. Ondalán           | 38   | 38 | 14 | 10 | 14 | 61  | 64 | −3   |                                |
| 10   | C. D. Azkarrena         | 37   | 38 | 11 | 15 | 12 | 63  | 59 | +4   |                                |
| 11   | C. F. Beti Casedano     | 37   | 38 | 14 | 9  | 15 | 48  | 61 | −13  |                                |
| 12   | C. D. Iruña             | 36   | 38 | 14 | 8  | 16 | 76  | 76 | 0    |                                |
| 13   | Murchante F. C.         | 35   | 38 | 10 | 15 | 13 | 39  | 57 | −18  |                                |
| 14   | C. D. Tudelano Promesas | 34   | 38 | 12 | 10 | 16 | 49  | 43 | +6   |                                |
| 15   | A. D. Noáin             | 34   | 38 | 12 | 10 | 16 | 44  | 60 | −16  |                                |
| 16   | C. D. Azkoyen           | 33   | 38 | 11 | 11 | 16 | 49  | 66 | −17  |                                |
| 17   | C. D. Peña Azagresa     | 28   | 38 | 10 | 8  | 20 | 45  | 82 | −37  |                                |
| 18   | C. D. Larrate           | 27   | 38 | 9  | 9  | 20 | 44  | 77 | −33  | Descenso a Primera Regional    |
| 19   | C. D. Logroñés Promesas | 26   | 38 | 9  | 8  | 21 | 46  | 91 | −45  | Descenso a Primera Regional    |
| 20   | C. D. River Ega         | 21   | 38 | 8  | 5  | 25 | 39  | 88 | −49  | Descenso a Primera Regional    |

 Fuente: Fútbol Regional
Notas:
1. ↑  Al C.  Atlético Cirbonero le benefició la aparición de una vacante en Tercera División
2. ↑  Al C. D.  Peña Azagresa le benefició el ascenso del C.  Atlético Cirbonero a Tercera División, librándose así del descenso

## Promoción de ascenso[2]
| Equipo 1    | Agr. | Equipo 2          | Ida | Vuelta |
| ----------- | ---- | ----------------- | --- | ------ |
| U. D. Fraga | 1-4  | U. D. C. Chantrea | 0-0 | 1-4    |

| Ida; 29 de mayo de 1983 | U. D. Fraga | 0-0 | U. D. C. Chantrea |  |  |

| Vuelta; 5 de junio de 1983 | U. D. C. Chantrea | 4-1 (Global 4-1) | U. D. Fraga |  |  |

| Asciende el U. D. C. Chantrea |